# Wanguty
Wanguty (deutsch Wangotten) ist ein Dorf in der polnischen Woiwodschaft Ermland-Masuren. Es gehört zur Gmina Reszel (Stadt- und Landgemeinde Rößel) im Powiat Kętrzyński (Kreis Rastenburg).

## Geographische Lage
Wanguty liegt in der nördlichen Mitte der Woiwodschaft Ermland-Masuren, acht Kilometer südwestlich der Kreisstadt Kętrzyn (deutsch Rastenburg).

## Geschichte
Das einstige Wangotten wurde vor 1435 gegründet. Im Jahre 1785 wird der Ort „ein adlig Gut mit 4 Feuerstellen“ genannt. 1874 kam das Gutsdorf zum neu errichteten Amtsbezirk Pötschendorf (polnisch Pieckowo) im Kreis Rastenburg im Regierungsbezirk Königsberg in der preußischen Provinz Ostpreußen. In Wangotten waren 1820 = 106, 1885 = 228, 1905 = 120 und 1910 = 107 Einwohner registriert.
Am 30. September 1928 verlor Wangotten seine Eigenständigkeit und wurde in die Landgemeinde Bäslack (polnisch Bezławki) eingemeindet.
1945 wurde Wangotten in Kriegsfolge mit dem gesamten südlichen Ostpreußen an Polen überstellt. Das Dorf erhielt die polnische Namensform „Wanguty“ und ist heute Sitz eines Schulzenamts (polnisch Sołectwo) im Verbund der Stadt- und Landgemeinde Reszel (Rößel) im Powiat Kętrzyński (Kreis Rastenburg), bis 1998 der Woiwodschaft Olsztyn, seither der Woiwodschaft Ermland-Masuren zugehörig. Im Jahre 2011 zählte Wanguty 11 Einwohner.

## Kirche
Bis 1945 war Wangotten in die evangelische Kirche Bäslack in der Kirchenprovinz Ostpreußen der Kirche der Altpreußischen Union sowie in die katholische Kirche Heiligelinde (polnisch Święta Lipka) im damaligen Bistum Ermland eingepfarrt. Heute gehört Wanguty evangelischerseits zur Pfarrei Kętrzyn in der Diözese Masuren der Evangelisch-Augsburgischen Kirche in Polen. Katholischerseits orientieren sich die Einwohner zur Pfarrei Wilkowo (Wilkendorf) mit der Filialkirche in Bezławki (Bäslack) im jetzigen Erzbistum Ermland.

## Verkehr
Wanguty liegt westlich der Woiwodschaftsstraße 591 und ist von Muławki (Muhlack) aus über Grabno (Weitzdorf) in Richtung Bezławki (Bäslack) zu erreichen. Eine Anbindung an den Schienenverkehr besteht nicht.